# Nicolaes Craen
Nicolaus Craen of Nicolaes (werkzaam omstreeks 1500-1507) was een componist uit de Nederlandse school.

## Leven
Craen was in 1504 zanger aan de Sint-Donaaskerk in Brugge. Van 1501 tot 1507 was hij ook als zangmeester in dienst bij de Illustere Lieve Vrouwe Broederschap in 's-Hertogenbosch.

## Werken
Drie van zijn overgeleverde werken, Ecce video, Tota pulchra es en Si ascendero, werden in luittabulatuur omgezet.
Zijn Salve Regina is ook aangetroffen in een van de koorboeken van de Madrileense hofkapel.
In een Zwitsers handschrift (MS 530 Sicher Liederbuch [2], bewaard in de Stiftsbibliothek van Sankt Gallen, dat in de periode 1505-31 werd samengesteld, werd ook een vierstemmige zetting van het Nederlandse lied Mins liefkins pruijn oghen overgeleverd, evenwel zonder tekst, met enkel het enigszins verduitste tekstincipit.

## Waardering
Othmar Luscinius schreef in 1536 over Craen dat hij model stond voor het beste in de moderne componeerstijl, in het bijzonder in zijn Tota pulchra es:
- Nicolaes Craen, (inderdaad een man met uitzonderlijke natuurlijke gaven) lijkt mij in zijn motet Tota pulchra es de praktijken van de oudere generatie musici met succes te hebben vermeden: en we zullen in staat worden gesteld om te ontdekken hoe loffelijk hij zelfs de oude wetten achter zich heeft gelaten. (vertaald uit de Engelse vertaling bij Kirkman)

Luscinius waardeerde Craens vermogen om door diens methode en kennis 'harmonisch' te componeren; een model dat in zijn ogen navolging verdiende bij alle componisten met ambitie van zijn tijd.
- Bibliothèque nationale de France: cb165952385 (data)
- Gemeinsame Normdatei: 1169868851
- International Standard Name Identifier: 0000 0003 7405 9470
- Library of Congress Control Number: no2002023563
- MusicBrainz: e755b674-5e9a-4407-a49b-d4079db7442b
- Virtual International Authority File: 117571705